# ちふり型巡視船
ちふり型巡視船（ちふりがたじゅんしせん、英語: Chihuri-class patrol vessel）は、海上保安庁が運用していた巡視船の船級。分類上はPM型、公称船型は改450トン型。

## 来歴
海上保安庁の450トン型巡視船としては、まず新規建造の初年度にあたる昭和24年（1949年）度計画であわじ型3隻を建造したのち、昭和25年（1950年）度計画ではその欠点を是正したれぶん型6隻を発注した。その後、1950年6月25日の朝鮮戦争勃発を受けて、同年7月8日には、ダグラス・マッカーサー連合国軍最高司令官より警察力と海上警備力の増強に関する緊急指令（いわゆるマッカーサー書簡）が発せられた。
これを受けて、10月23日には海上保安庁法の制限項目の緩和（昭和25年政令第318号）が成立、巡視船の隻数・総トン数ともに大幅に拡充されたことから、同年度での2回の追加建造と翌26年度計画により、都合3次にわたる増強建造が実施されることとなった。当初、中型巡視船は30隻の建造が予定されていたが、まず第1次追加計画では従来の450トン型（れぶん型）8隻が建造された。その後、第2次追加計画でも5隻の建造が盛り込まれたが、こちらは改設計を施した改450トン型とされることになった。これによって建造されたのが本型である。

## 設計
上記の経緯より、本型は先行する450トン型PMの発展型となっている。基本計画は石川島重工にて、また詳細設計は国際船舶工務所にて行われており、運用実績を踏まえ、燃料消費量を減じて速力を増すよう、れぶん型をもとにして全長を増して幅を狭める（L/B比を大きくする）よう船型変更した。しかし船型がやせ型となった結果、動揺性能の低下を来した。このためもあり、1961年より「しきね」において、東京大学工学部の元良誠三教授の考案によるMN式減揺水槽の運用試験が行われて、好評であった。
構造・艤装ともに徹底的な重量軽減・重心降下を図っている点はれぶん型と同様だが、同型で大量の溶接構造を導入した結果として工事上非常な困難を生じたことを教訓として、重量軽減を若干犠牲にしつつ、湾曲部の外板縦継手2列と上甲板舷側については鋲接とすることで、工事の簡易化を図っている。ダメージ・コントロール面の配慮も強化されており、火災対策が徹底されたほか、水密隔壁によって機関室を主機室と補機室に分割して水防性の強化を図った。

## 装備
本型5隻の搭載するレーダーは船によって3機種に分かれており、「こうず」は従来の巡視船と同様にRCA社製品を搭載したが、他の4隻は初めてイギリスからの輸入品を搭載した。日本海重工の「ちふり」「くろかみ」にはコッサー式舶用レーダー、新潟鐵工所の残り2隻「しきね」「だいとう」にはケルビン・ヒューズ社製のレーダーが搭載された。しかしイギリス製品は補充部品の入手難のためか、早々に換装されたものが多かった。
建造当時、極東委員会の意向を受けた連合国軍最高司令官総司令部民政局の指示によって、海上保安庁の巡視船は非武装とされていたことから、本型は非武装で就役した。その後、海上警備における兵装の必要性が認められて制限が撤廃されることになり、1952年12月には「しきね」に3インチ単装緩射砲と20mm単装機銃各1基を搭載しての運用試験が実施され、船体などへの影響評価が行われた。昭和27年度補正予算より装備強化（兵装工事）費が成立、昭和28～30年度にかけて実際の兵装の貸与を受けた（1955年に供与に切り替え）ことから、順次に兵装の後日装備が行われた。

## 同型船一覧
造船所の事情により、1・2番船の工事が停滞し、結果として3～5番船が先に竣工することとなった。初期建造船の一翼を担い活躍したが、老朽化に伴い、昭和54年度までにしれとこ型（1,000トン型）などによって更新され、運用を終了した。
| 計画年度            | #     | 船名     | 造船所     | 竣工          | 解役           |
| ------------------- | ----- | -------- | ---------- | ------------- | -------------- |
| 昭和25年度第2次追加 | PM-18 | ちふり   | 日本海重工 | 1952年4月30日 | 1979年8月13日  |
| 昭和25年度第2次追加 | PM-19 | くろかみ | 日本海重工 | 1952年3月31日 | 1980年1月31日  |
| 昭和25年度第2次追加 | PM-20 | こうず   | 新潟鐵工所 | 1951年12月8日 | 1979年9月25日  |
| 昭和25年度第2次追加 | PM-21 | しきね   | 新潟鐵工所 | 1952年1月9日  | 1979年8月18日  |
| 昭和25年度第2次追加 | PM-22 | だいとう | 新潟鐵工所 | 1952年2月25日 | 1979年12月26日 |

## 登場作品

### 映画・テレビドラマ
『ウルトラQ』
第21話に「しきね」が登場。主人公たちを乗船させ、キール星人が地球に送り込んだ怪獣ボスタングと戦闘を繰り広げる。
海上保安庁の全面協力により、実艦で撮影が行われている。
『ゴジラ』
「こうず」と「しきね」が登場。主人公たちやオキシジェン・デストロイヤーを使用する芹沢博士をゴジラが潜む海域まで送り届け、ゴジラと博士の最期を見届ける。
海上保安庁の全面協力により、撮影には実物が使用されている。